# بننت اسپرینگز (نوادا)
بننت اسپرینگز (به انگلیسی: Bennett Springs) یک منطقهٔ مسکونی در ایالات متحده آمریکا است که در شهرستان لینکلن، نوادا واقع شده‌است. بننت اسپرینگز ۳۰٫۷ کیلومتر مربع مساحت و ۱۳۲ نفر جمعیت دارد و ۱٬۴۳۲٫۵۸ متر بالاتر از سطح دریا واقع شده‌است.

## موقعیت جغرافیایی
بنت اسپرینگز در دامنه‌های غربی دره «میدو» (Meadow) در غرب ایالات متحده مسیر ۹۳، ۷ مایل (۱۱ کیلومتری) جنوب پاناکا و ۸ مایل (۱۳ کیلومتری) شمال از «کالیینت» (Caliente) واقع شده‌است. طبق دفتر سرشماری آمریکا، شاخص جمعیت CDP بنت اسپرینگز مساحتی برابر با ۳٫۶ مایل مربع (۹٫۳ کیلومتر مربع) دارد که همه آن سرزمین است.